# Coolcation

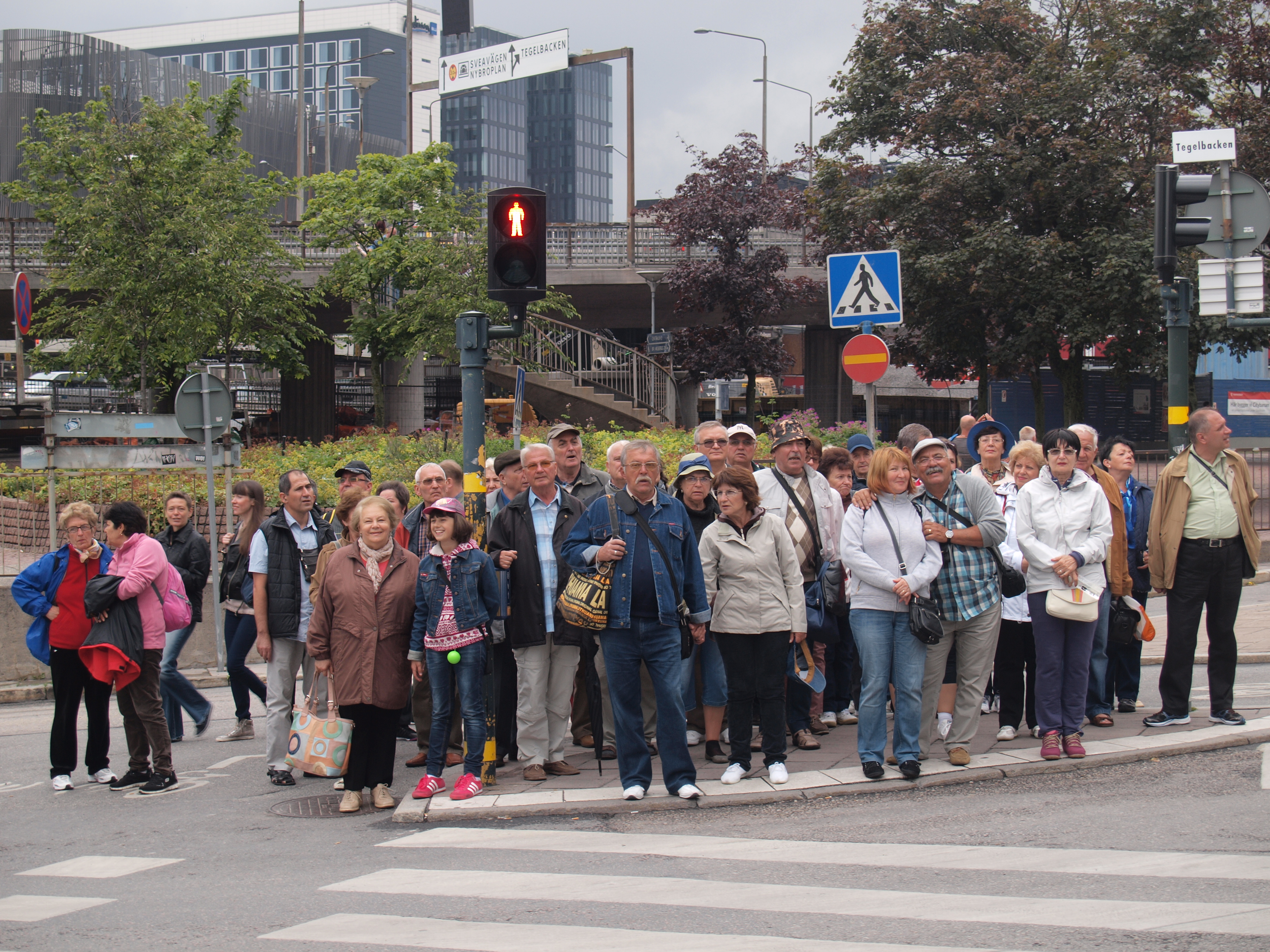
En grupp turister en junidag i Stockholm.

Coolcation syftar inom turism på resor till länder med svalare klimat på semestern.
När klimatet blir varmare, med följder som värmeböljor och skogsbränder, är det många som väljer att resa till länder med svalare klimat på semestern, något som bland annat EU-kommissionen uppmärksammat. Den typen av turism kallas coolcation, ett ord som först publicerades i resemagasinet Condé Nast Traveller i december 2023. Coolcation är en sammansättning av de engelska orden cool (sval) och vacation (semester). Begreppet används även i marknadsföringen av exempelvis Sverige.
I Sydeuropa, där det kan vara omkring 40 grader Celsius om somrarna, är det under 2020-talet många som reser till Norden, som generellt har lägre temperaturer. Att Norden blivit en populär destination under 2020-talet antas inte enbart bero på coolcation, utan även ett intresse för natur och en lugn semester.